# Gerichtsbezirk Hochstadt an der Iser
Der Gerichtsbezirk Hochstadt an der Iser (tschechisch: soudní okres Vysoké nad Jizerou) war ein dem Bezirksgericht Hochstadt an der Iser unterstehender Gerichtsbezirk im Kronland Böhmen. Er umfasste Gebiete im Norden Böhmens. Zentrum und Gerichtssitz des Gerichtsbezirks war die Stadt Hochstadt an der Iser (Vysoké nad Jizerou). Das Gebiet gehörte seit 1918 zur neu gegründeten Tschechoslowakei und ist seit 1991 Teil der Tschechischen Republik.

## Geschichte
Die ursprüngliche Patrimonialgerichtsbarkeit wurde im Kaisertum Österreich nach den Revolutionsjahren 1848/49 aufgehoben. An ihre Stelle traten die Bezirks-, Landes- und Oberlandesgerichte, die nach den Grundzügen des Justizministers geplant und deren Schaffung am 6. Juli 1849 von Kaiser Franz Joseph I. genehmigt wurde. Das Gebiet des späteren Gerichtsbezirks Hochstadt an der Iser gehörte zunächst zum Kreis Jičin und verteilte sich zunächst auf die Gerichtsbezirke Rochlitz an der Iser, Semil und Eisenbrod. Erst 1876 wurde aus den tschechischsprachigen Gemeinden Oberduschitz, Glasersdorf, Jablonetz, Passek, Třič und Hochstadt aus dem Gerichtssprengel Rochlitz, den Gemeinden Altendorf, Helkowitz, Příwlak und Ruppersdorf aus dem Gerichtsbezirk Semil sowie aus den Gemeinden Stanow, Woleschnitz und Lhotka aus dem Gerichtsbezirk Eisenbrod der Gerichtsbezirk Hochstadt an der Iser gebildet. Die Schaffung des Gerichtsbezirks Hochstadt wurde dabei am 1. Oktober 1876 amtswirksam, wobei der neugeschaffene Gerichtsbezirk Teil des Bezirks Starkenbach wurde.
Im Gerichtsbezirk Hochstadt an der Iser lebten 1900 18.266 Personen. 1910 wies er eine Bevölkerung von 12.892 Personen auf, von denen 642 Deutsch (5,0 %) und 12.225 Tschechisch (94,8 %) als Umgangssprache angaben. Im Gerichtsbezirk lebten zudem 25 Anderssprachige oder Staatsfremde.
Durch die Grenzbestimmungen des am 10. September 1919 abgeschlossenen Vertrages von Saint-Germain kam der Gerichtsbezirk Hochstadt an der Iser vollständig zur neugegründeten Tschechoslowakei, wobei die Gerichtseinteilung bis 1938 im Wesentlichen bestehen blieb. Nach dem Münchner Abkommen wurde das Gebiet dem Landkreis Starkenbach zugeschlagen, später wurde das Gebiet aufgeteilt. Nach dem Zweiten Weltkrieg gehörte das Gebiet zum Okres Semily, dessen Behörden jedoch im Zuge einer Verwaltungsreform 2003 ihre Verwaltungskompetenzen verloren. Diese werden seitdem von den Gemeinden bzw. dem Liberecký kraj, zudem das Gebiet um Rokytnice seit Beginn des 21. Jahrhunderts gehört, wahrgenommen.

## Gerichtssprengel
Der Gerichtssprengel umfasste 1910 die 16 Gemeinden Stará Ves (Altendorf), Bratrouchov (Bratrochow), Buřany (Buřan), Sklenařice (Glasersdorf), Helkovice (Helkowitz), Vysoké nad Jizerou (Hochstadt an der Iser), Jablonec (Jablonetz), Lhotka (Lhotka), Zlatá Olešnice Navarovská (Nawarower Woleschnitz), Horní Dušnice (Oberduschnitz), Paseky nad Jizerou (Pasek), Přívlaka (Priwlak), Ruprechtice (Ruppersdorf), Zlatá Olešnice Semilská (Semiler Woleschnitz), Stanov (Stanow) und Tříč (Třič).